# Хенри Тейлър
Хенри Тейлър (на английски: Henry Taylor) е бивш британски автомобилен състезател, пилот от Формула 1. Роден на 16 декември 1932 г. в Шефорд, Великобритания.

## Формула 1
Хенри Тейлър прави своя дебют във Формула 1 в Голямата награда на Великобритания през 1959 г. В световния шампионат записва 11 състезания като печели три точки, състезава се с частен Купър и за отбора на Лотус.